# Rohan Pethiyagoda

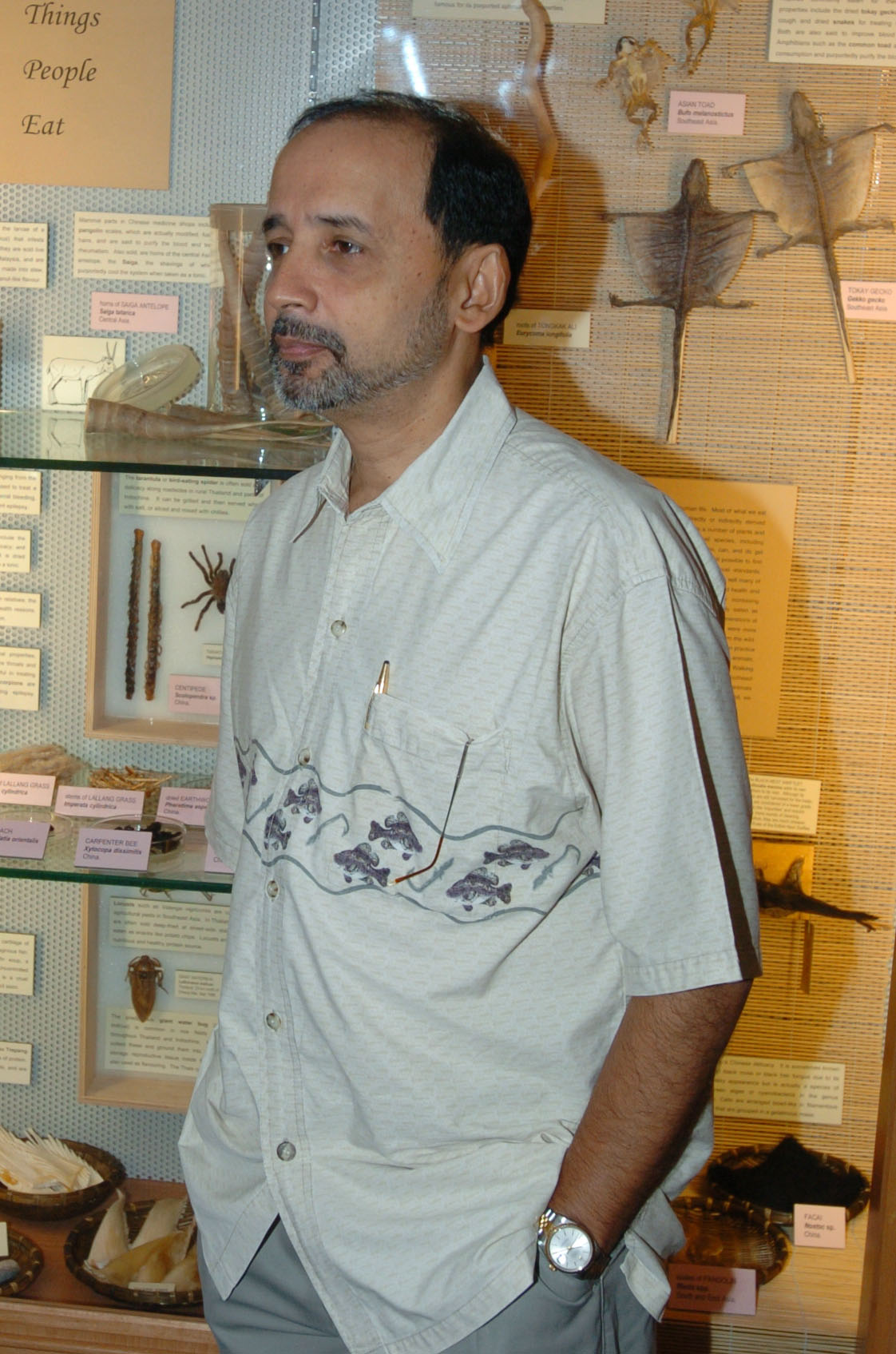
Rohan Pethiyagoda (2007)

Rohan David Pethiyagoda (* 19. November 1955 in Colombo, Ceylon), manchmal auch als Rohan Pett zitiert, ist ein sri-lankischer Biodiversitätsforscher, Herpetologe, Ichthyologe, Taxonom, Autor und Naturschützer. Zudem nimmt er öffentlich Einfluss auf die Politikgestaltung.

## Leben
Pethiyagoda absolvierte seine schulische Ausbildung am S. Thomas’ College in Mount Lavinia. Im Jahr 1977 erlangte er einen Bachelor of Science mit Auszeichnung (BSc (Hons)) in Elektrotechnik am King’s College der University of London. Anschließend erhielt er 1980 einen Master of Philosophy in Biomedizintechnik von der University of Sussex.
Von 1981 bis 1982 arbeitete Pethiyagoda als Ingenieur in der Abteilung für Biomedizintechnik des sri-lankischen Gesundheitsministeriums und von 1982 bis 1987 als Direktor dieser Einrichtung. Im selben Jahr wurde er vom damaligen Staatspräsidenten Junius Richard Jayewardene mit der Vadamarachchi-Medaille für seine Verdienste um die Streitkräfte Sri Lankas während der Vadamarachchi-Operation ausgezeichnet. 1984 wurde er ebenfalls zum Vorsitzenden der sri-lankischen Wasserressourcenbehörde ernannt. Von 2002 bis 2004 war er Berater für Umwelt und natürliche Ressourcen der Regierung Sri Lankas und wurde 2005 zum stellvertretenden Vorsitzenden der IUCN Species Survival Commission gewählt. 2008 wurde Pethiyagoda in das Kuratorium des International Trust for Zoological Nomenclature gewählt, nachdem er zuvor vier Jahre für die Biodiversitätspartnerschaft des Konzerns British American Tobacco tätig war. Im Jahr 2009 wurde er zum wissenschaftlichen Mitarbeiter am Australian Museum in Sydney ernannt und von 2015 bis 2018 war er Vorsitzender des Sri Lanka Tea Board. Am 22. Juni 2022 wurde Pethiyagoda zum leitenden Politikberater von Sajith Premadasa, MP, dem Oppositionsführer von Sri Lanka, ernannt.
Er trat 1987 von seinem Regierungsamt zurück, um mit der Arbeit an einem Projekt zur Erforschung der Süßwasserfische Sri Lankas zu beginnen, was 1990 zu seinem ersten Buch, Freshwater fishes of Sri Lanka, einem illustrierten Bericht über die Süßwasserfischfauna des Landes, führte.
Die Erlöse aus dem Buch von Pethiyagoda wurden in eine Stiftung für den Wildlife Heritage Trust (WHT) umgeleitet, die er 1990 zur Förderung der Erforschung der Biodiversität in Sri Lanka ins Leben rief. Das Geschäftsmodell basierte auf der Veröffentlichung naturwissenschaftlicher Literatur, deren Einnahmen wiederum in weitere Forschungsaktivitäten reinvestiert wurden. Zwischen 1991 und 2012 publizierte der WHT etwa 40 Werke in englischer und singhalesischer Sprache, darunter den Titel A Field Guide to the Birds of Sri Lanka. Einige dieser Werke wurden ins Singhalesische übersetzt und mit Unterstützung eines Zuschusses aus dem Biodiversitätsfenster des Partnerschaftsprogramms zwischen der Weltbank und den Niederlanden kostenlos an 5.000 Schulbibliotheken verteilt. Dieses Programm hatte das Ziel, erstmals in Sri Lanka wissenschaftliche Texte zur biologischen Vielfalt in der Landessprache für junge Menschen zugänglich zu machen. Pethiyagoda engagierte sich zudem für politische Reformen in Sri Lanka und äußerte sich in den Medien zu Themen wie Biopiraterie, Abtreibung und Sexualethik. Zudem veröffentlichte er Vortragsvideos zu verschiedenen Themen, darunter Ernährung, Agrarpolitik sowie wirtschaftliche und politische Reformen.
Zusammen mit Kollegen am WHT war Pethiyagoda für die Entdeckung und/oder Beschreibung von fast 100 neuen Wirbeltierarten aus Sri Lanka verantwortlich, darunter Fische, Amphibien und Eidechsen, sowie 43 Arten von Süßwasserkrebsen. Diese Forschung führte auch zur Feststellung, dass in den letzten 130 Jahren etwa 19 Amphibienarten in Sri Lanka ausgestorben sind, was den höchsten nationalen Aussterberekord weltweit darstellt.
Im Jahr 1998 initiierte Pethiyagoda, besorgt durch den raschen Verlust montaner Wälder in Sri Lanka, ein Projekt zur Umwandlung aufgegebener Teeplantagen in natürliche Wälder, für das er im Jahr 2000 mit dem Rolex-Preis für Unternehmungsgeist ausgezeichnet wurde.
Im Jahr 2022 erhielt er die Linné-Medaille von der Linnean Society of London und wurde damit der erste Sri Lanker sowie der zweite Asiate nach Kamaljit Bawa (im Jahr 2018), der seit der Gründung dieser Auszeichnung im Jahr 1888 geehrt wurde.
In Anerkennung seines Beitrags zur Erhaltung der biologischen Vielfalt wurde Pethiyagoda zum Fellow der National Academy of Sciences of Sri Lanka gewählt. Neben rund 150 Veröffentlichungen in der wissenschaftlichen Literatur hat er in der jüngeren Vergangenheit Bücher über die Geschichte der naturkundlichen Erforschung Sri Lankas, die Primaten Sri Lankas, den Horton-Plains-Nationalpark  und die Biogeographie Sri Lankas veröffentlicht.  Er ist zudem als Redakteur für asiatische Süßwasserfische bei der Fachzeitschrift Zootaxa tätig.
2024 wirkte Pethiyagoda in der Terra-X-Episode Überleben! im ZDF mit, die von Antje Boetius moderiert wurde.

## Dedikationsnamen
Pethiyagoda zu Ehren wurden mehrere neue Arten benannt, darunter die Fische Dawkinsia rohani und Rasboroides rohani, die Engmaulfroschart Uperodon rohani, die Schönechsenart Calotes pethiyagodai, die Springspinnenart Onomastus pethiyagodai und die Libelle Macromidia donaldi pethiyagodai. Im Jahr 2020 benannte ein Team von Wissenschaftlern unter der Leitung von Sathyabhama Das Biju die neue Laubfrosch-Gattung Rohanixalus aus Süd- und Südostasien zu Ehren von Pethiyagoda.